# 달의 남극
달의 남극은 달의 최남단 지점이다. 이 지역은 주변의 영구적인 그늘진 지역에 얼음이 발생하기 때문에 과학자들의 관심을 끌고 있다. 달의 남극 지역에는 거의 일정한 햇빛이 내부에 도달하지 않는다는 점에서 독특한 분화구가 있다. 대조적으로, 달의 북극 지역에는 유사하게 보호되는 분화구의 양이 훨씬 적다. 달의 남극은 남극권(80°S~90°S)의 중심에 위치한다.

## 같이 보기
- 달 거주지
- 달의 북극
- 월리학